# Rokicino
Rokicino – dawna wieś. Tereny na których leżała znajdują się obecnie na Białorusi, w obwodzie witebskim, w rejonie miorskim, w sielsowiecie Jazno.
Dawniej używane nazwy – Rakicin, Rokicin.

## Historia
W czasach zaborów wieś w gminie Jazno, w powiecie dzisieńskim, w guberni wileńskiej Imperium Rosyjskiego.
W latach 1921–1945 wieś leżała w Polsce, w województwie wileńskim, w powiecie dziśnieńskim, w gminie Jazno.
Według Powszechnego Spisu Ludności z 1921 roku zamieszkiwały tu 52 osoby, 8 było wyznania rzymskokatolickiego a 44 prawosławnego. Jednocześnie 25 mieszkańców zadeklarowało polską a 27 białoruską przynależność narodową. Było tu 9 budynków mieszkalnych. W 1931 w 9 domach zamieszkiwało 48 osób.
Wierni należeli do parafii rzymskokatolickiej i prawosławnej w Jaźnie. Miejscowość podlegała pod Sąd Grodzki w Dziśnie i Okręgowy w Wilnie; właściwy urząd pocztowy mieścił się w Jaźnie.